# Bill Kaysing
William Charles Kaysing  (Chicago, Illinois, 31 de julio de 1922 - Santa Bárbara, California, 21 de abril de 2005) conocido como Bill Kaysing fue un escritor y teórico de la conspiración estadounidense que escribió varios libros y cientos de artículos pero es mundialmente conocido por We never went to the moon (en español Nunca fuimos a la Luna), libro en el que afirma que los seis alunizajes del Programa Apolo, entre 1969 y 1972, nunca sucedieron ya que él sostenía que fueron bulos, montajes filmados en un estudio de televisión. Este libro lo convirtió en el iniciador de la hipótesis del fraude lunar.

## Biografía
Durante la Segunda Guerra Mundial sirvió como oficial de la Marina de EE. UU.. habiendo asistido a la Escuela de Entrenamiento de Oficiales de la Marina. Luego estudió en la Universidad de Redlands y recibió el título de licenciado (bachelor) en literatura inglesa. Entusiasta de las motocicletas y amante de la vida en el desierto, a lo largo de su vida vivió en distintos lugares de California y Nevada, en casas rodantes y en barcos reconstruidos. Sus libros y artículos abarcan desde temas relacionados con las motocicletas, hasta la alimentación natural. Su posición filosófica lo ubica como un defensor de las personas ante el poder de las corporaciones y los gobiernos. Sus libros denuncian los impuestos; la contaminación de los alimentos con conservantes, colorantes, etc.; y la vigilancia del gobierno sobre los ciudadanos. Publicó artículos en The Mother Earth News (noticias de la Madre Tierra) y fundó el periódico The Better World News (noticias de un mundo mejor).
Su filósofo favorito fue Marco Aurelio. Su influencia literaria vino de autores como Jack London, Mark Twain, Thomas Paine y Shakespeare. Las palabras de Jesús lo inspiraron para escribir un libro gratuito titulado Homes for the Homeless (casas para los desamparados).
A lo largo de su vida desempeñó distintos trabajos, desde empleado en una fábrica hasta publicista. Entre 1956 y 1963 trabajó como escritor técnico y luego como jefe de publicaciones de Rocketdyne, una subsidiaria de North American Aviation, el contratista primario del proyecto Apolo-Saturno. Rocketdyne se especializaba en el desarrollo y fabricación de motores cohete. En este trabajo Kaysing tenía autorización para leer documentos calificados como secreto (Q Clearance). Durante los años en los que trabajó Kaysing se desarrollaron, entre otros muchos, los motores del misil ICBM Atlas, también usados para poner en órbita las cápsulas Mercury, los motores del misil Titan II, también usados para poner en órbita las cápsulas Gémini, y los motores de la primera etapa del lanzador Saturno 1 y Saturno 1B. También comenzó el desarrollo de los motores principales del lanzador Saturno V, los F-1 y J-2. Kaysing abandonó Rocketdyne en mayo de 1963 por razones personales, antes de que esta empresa completara el desarrollo de los motores del Saturno V.
Cuando Kaysing mudó el bote en el que vivía junto con su segunda esposa al puerto de Oakland (California), pudo conversar con veteranos de la guerra de Vietnam que estaban desilusionados con el gobierno de EE. UU. Estas conversaciones lo inspiraron a investigar en el programa de alunizaje Apollo. Encontró supuestas evidencias que le hacían dudar de la realidad de los alunizajes (ver más abajo) por lo que en 1974 escribió We never went to the moon y lo publicó de manera particular en junio de 1976.
Kaysing a menudo afirmó que usó la teoría del fraude lunar para inspirar a la gente a cuestionar la autoridad —especialmente a los líderes de EE. UU.— y al estilo estadounidense de vida, y hacerlo libre de las influencias corporativas o de la Avenida Madison (un término con el que se hace referencia a la industria de la publicidad).

## Principales libros
- Intelligent Motorcycling.
- Great Hot Springs of the West (1969).
- How to Live in the New America (1972).
- The Ex-Urbanite's Complete & Illustrated Easy-Does-It First-Time Farmer's Guide (1973).
- Great Hot Springs of the West (1974). Una guía fácil de usar acerca de las termas en California, Idaho, Nevada, Nuevo México y Oregón, con mapas que indican la ubicación de más de 1000 termas en el oeste de EE. UU.
- The Robin Hood Handbook (1974).
- Eat Well on a Dollar a Day: Live a Healthier Life at a Fraction of the Cost (1975).
- Fell's Beginner's Guide to Motorcycling (1976).
- We Never Went to the Moon: America 's Thirty Billion Dollar Swindle (1976). En coautoría con Randy Reid.
- Tax Wars (1979).
- We Never Went to the Moon: America 's 30 Billion Dollar Swindle (1981), revisado, 200 páginas.
- Great Hideouts of the West: An Idea Book for Living Free (1987).
- The Senior Citizens Survival Manual (1987).
- Bill Kaysing's Freedom Encyclopedia (1988).
- Free homes for the Asking: With darn good jobs right around the corner (1989).
- Privacy: How to get it, how to enjoy it (1991).
- Privacy: How to Get It How to Enjoy It (revisado) (1992).
- Great Hot Springs of the West (1994). Todas las termas en Arizona, California, Colorado, Idaho, Montana, Nevada, Nuevo México, Oregón, Utah, Washington, Wyoming. Veinte años después de su primera publicación. En coautoría con Ruth Kaysing.
- The Senior Citizens’ Survival Manual: How to Live Like Royalty on $3,000 or Less Per Year (revisado), 1995.
- Eat Well For 99 Cents a Meal (revisado), 1996. En coautoría con Ruth Kaysing.
- The 99-Cent a Meal Cookbook (revisado), 1996. En coautoría con Ruth Kaysing.
- Homes for the Homeless (folleto gratuito), 1996.

## Críticas a su teoría del fraude lunar
Las afirmaciones de Kaysing sobre los vuelos del Programa Apolo fueron estudiadas por varios científicos, ingenieros, periodistas e investigadores, los cuales presentaron refutaciones detalladas. Kaysing fue acusado de ignorante por algunos científicos e ingenieros.
En 1997, Kaysing demandó al astronauta Jim Lovell por difamación cuando Lovell dijo que en el periódico San José Metro News, July 25-31, 1996) que las declaraciones de Kaysing eran bastante estúpidas:
Este tipo es un chiflado (wacky). Su postura me enoja. Pasamos mucho tiempo preparándonos para ir a la Luna, gastamos muchísimo dinero, pasamos por grandes riesgos y fue algo por lo que cada persona de este país debería estar orgullosa.
En 1999 (Plait 2002: 173) el caso fue desestimado (apelando a la Primera Enmienda).

### En inglés
- Nardwuar.com/vs/bill_kaysing Archivado el 18 de octubre de 2005 en Wayback Machine. (entrevista de radio).
- BillKaysing.com (sitio web con tributo a Bill Kaysing).

### En español
- Viaje a la luna: el ridículo origen de la conspiración (crítica del libro de Kaysing We Never Went to the Moon).

- Datos: Q862238